# 龍馬傳
《龍馬傳》（日语：龍馬伝）是2010年1月3日～11月28日NHK播出的第49部大河劇，全48集。由福山雅治主演。

## 概要
本劇為自『新選組!』後6年以來的原創劇本，另外也是自1968年的《龍馬來了》（改編自司馬遼太郎的小說）之後，再度以坂本龍馬為主角的大河劇。劇本則由《HERO》等著名日劇的編劇福田靖所撰寫，描述幕末志士坂本龍馬31年的人生。
日本放送協會在2008年11月6日宣佈此齣大河劇將由福山雅治演出坂本龍馬。據說是因為坂本龍馬創立「海援隊」活動地點正是福山雅治的故鄉長崎，NHK屬意由其擔任主角，因為他不但演紅福田靖編劇的《神探伽俐略》系列作品，2008年主演電影版《嫌疑犯X的獻身》更創下200萬觀影人次，兼具人氣和買氣，是不二人選。導演組長為大友啟史（2007年的《禿鷹》、2009年的《白洲次郎》）。
演出時化妝採受日曬產生黑皮膚的方式呈現，屬於忠實再現龍馬時代的方式。
故事內容以幕末時首屈一指的企業家岩崎彌太郎的觀點出發，岩崎彌太郎與坂本龍馬同樣出身土佐藩，兩人之間曾有深交，彌太郎並且在龍馬的海援隊擔任過會計職務。明治維新後，彌太郎也開創了三菱財團。本作也分為四個段落，分別是
- SEASON1「RYOMA THE DREAMER」（第1回〜第13回）
- SEASON2「RYOMA THE ADVENTURER」（第14回〜第28回）
- SEASON3「RYOMA THE NAVIGATOR」（第29回〜第38回）
- SEASON4「RYOMA THE HOPE」（第39回〜第48回）

本作全篇採30P攝影機實施攝影。該機器在《白洲次郎》和《坂上之雲》等特別歷史劇中也採用。在大河劇中是第一次採用。
主角福山雅治在亞洲人氣很高，放送前有很多海外的詢問。2010年11月15日台灣開始放送，韓國則在2011年1月放送、泰國在2011年2月放送、香港在2011年5月放送。其他像中國、越南等地也都在交涉中。
與節目一起進行的就是2010年大河劇特別展「龍馬傳」，並在江戸東京博物館、京都文化博物館、高知県立歴史民俗資料館、長崎歴史文化博物館等地展出。展出文物包括龍馬的書信、遺物等，共170件，為史上最大龍馬展，入場者累計在東京有14.1萬人次、京都有6.7萬人次、高知縣有3.2萬人次、長崎有4.6萬人次。此外，NHK大河劇「龍馬傳」也展開日本全國巡迴展，到日本各地展出相關照片。

## 故事大綱
明治15年（1882年）、郵便汽船三菱社長岩崎彌太郎接受高知縣土陽新聞社的記者坂崎紫瀾的採訪。坂崎要調查埋葬於鄉土的維新志士坂本龍馬的事情，彌太郎則是回答「真討厭坂本龍馬。這樣令人生氣的男人哪裡都不會出現」、但他的表情不知為何卻是笑著的。於是彌太郎開始說出關於龍馬的回憶…。
龍馬出身自土佐國下級武士的家庭，為第二個兒子。從小是愛哭鬼，也認識了比如武市半平太等朋友。由於膽小，他的姊姊乙女從小教他劍術。
龍馬成年後，前往江戶千葉道場學習劍法，並取得高深的劍術。在道館的千金千葉佐那子雖對他傾心，但龍馬一心繫於「黑船」，也就並未接受這段姻緣。在遇到黑船之後，他對洋人的觀點大幅改變，並在他心中種下種子，也讓他跟仍在土佐的朋友們有所區別。他認為，外人駕駛著黑船，無法用一般的劍術對抗，必須跟洋人一樣建立現代化的軍隊才行。日後，武市等人結組「土佐勤王黨」，龍馬雖參與了，但最後還是脫離陣營、脫離藩國，成為一介浪人。
在江戶，他認識了影響他至深的老師：勝麟太郎（勝海舟），於是一起協助他在大阪建立海軍學校。與此同時，日本攘夷的風氣日盛，朝廷也想借這股力量壓迫幕府攘夷，在土佐，武市半平太等人暗殺了上士吉田東洋等人，擁戴舊藩主山內容堂，並意欲進京勤王。但容堂貌似嗜酒，卻使用高度的政治手腕，瓦解了土佐勤王黨等人。此時的龍馬，也就跟舊日好友分離，並一心在大阪建立海軍。
海軍操練所關閉、摯友武市半平太死後，龍馬變了，以前那個土佐的小少爺、脫藩浪人的模樣已經不復存在。
受勝海舟之託，龍馬等浪人被薩摩的西鄉吉之助接收，幫他們開船、搬貨。一日來到長崎。在長崎，龍馬等人遇到了縱橫在商場的日本與各國商人，大開眼界，於是有了新的視野與想法。同時，在長崎也認識了當時被視為是朝敵的長州人，比如高杉晉作等。龍馬此後就在長崎結成了「龜山社中」，表面上從事船運工作，其實在幫薩摩與長州結盟搭線。
長州後來獲得軍備，意欲擺脫幕府獨立，被幕府包圍圍剿，在第二次征伐時，長州軍擊敗幕府軍，且親征的將軍突然死亡，幕府士氣大衰。其他藩國開始騷動。在馬關戰役中，高杉晉作等參與陸戰、龍馬則與當時的龜山社中伙伴參與海戰。
長州征伐後，土佐國在長崎設置「土佐商會」，派岩崎彌太郎為代表充實藩國財政。此時龍馬的龜山社中改名為海援隊，繼續從事海運工作，並與土佐國聯繫，而彌太郎也在此時幫海援隊處理財務。
但此時政局快速變動，薩長同盟已經預備聯手以武力推翻幕府，跟龍馬主張迫使幕府「大政奉還」天皇的路線不一。龍馬此時透過後藤象二郎的引介，打算推動薩長與土佐聯盟，且說服山內容堂推動「大政奉還」。
在薩長、幕府之間遲早一戰的氣氛下，龍馬也成為了被狙擊的目標。

## 登場人物／演員

### 主人公
坂本龍馬（さかもと りょうま）
演：福山雅治（少年時代：濱田龍臣）
鄉士・坂本八平的次男。
小時候孱弱，劍術與學問都不行的少年，外號「愛哭鬼」。受到姊姊乙女的嚴格鍛鍊成長。
在江戶時期受到黑船來襲的影響，漸漸拓展視野、並憂心日本的未來，雖然一度加入土佐勤王黨，但對攘夷、上士對決的狀況抱持懷疑，日後脫離藩國。
脫藩後以勝麟太郎為師，接受反戰、建立海軍的想法。
其後土佐勤王黨被強力鎮壓、海軍學校被關閉等，產生了「洗滌日本」的想法，朝向倒幕、薩長同盟的道路上奔走，最後為大政奉還而努力。

### 坂本家的人
坂本乙女（さかもと おとめ）
演：寺島忍（少女時代：土屋太鳳）
龍馬的姐姐，是最能理解龍馬的人，龍馬也稱她為「大姐」來表示仰慕。
坂本八平（さかもと はちへい）
演：兒玉清
龍馬之父。土佐藩郷士・坂本家的第3代當家。之後病歿。
坂本伊與（さかもと いよ）
演：松原智惠子
八平的後妻。龍馬的繼母。
坂本幸（さかもと こう）
演：草刈民代
龍馬之母。
坂本權平（さかもと ごんぺい）
演：杉本哲太
八平的長男。龍馬之兄。在父・八平死後、成為第4代當家。
坂本千野（さかもと ちの）
演：島崎和歌子
權平之妻。龍馬的大嫂。
高松千鶴（たかまつ ちづ）
演：大鳥玲
龍馬・乙女的姐姐。
坂本春猪（さかもと はるい）
演：前田敦子（少女時代：松元環季）
權平的女兒。龍馬的姪女。
高松太郎（たかまつ たろう）
演：川岡大次郎
龍馬的外甥。
坂本千鶴（さかもと ちづる）
演：大鳥麗
龍馬・乙女的姐姐。太郎之母。
岡上樹庵（おかのうえ じゅあん）
演：溫水洋一
乙女之夫。醫生。
阿銀
演：林侑香
坂本家的女僕。
阿里
演：三宅瞳
坂本家的女僕。
阿慧
演：渡邊沙織
坂本家的女僕。

### 土佐的人

#### 岩崎家
岩崎彌太郎（いわさき やたろう）
演：香川照之（少年時代：渡邉甚平）
土佐藩地下浪人。之後成為郵便汽船三菱社長。
龍馬從小的玩伴之一，雖然表面上態度高傲，但實際上還是有感情脆弱的一面。從小就視龍馬是競爭對手。
起初以「達到下士頂點」為目標奮力學習，但由於父親彌次郎的不拘謹而多次受挫折。但是，在被入監服刑時認識老人，被傳授「商人的精髓」，同時在牢中也出具意見書，受到參政吉田東洋的認可，其後擔任鄉迴(間諜)。
在故鄉土佐激起攘夷風潮時，並不欣賞該風潮，一力經商。
日後受到後藤象二郎拔擢，擔任土佐商會在長崎的主任，統御上士，並擔任龍馬海援隊的經理。在此時也更堅決地認定經商之路，並且拓展了買賣商賈的能力。
本劇中為回憶龍馬的主要人物。
岩崎美和（いわさき みわ）
演：倍賞美津子
彌太郎之母。
岩崎彌次郎（いわさき やじろう）
演：蟹江敬三
彌太郎之父。土佐藩地下浪人。
岩崎咲（いわさき さき）
演：野口真緒
彌太郎之妹。
岩崎彌之助（いわさき やのすけ）
演：須田直樹
彌太郎・咲的弟弟。
岩崎喜勢（いわさき きせ）
演：舞子(マイコ)
彌太郎之妻

#### 武市家
武市半平太（たけち はんぺいた）
演：大森南朋（少年時代：桑代貴明）
土佐藩白札(日後晉升上士)。土佐勤王黨首領。
龍馬的青梅竹馬，黑船來襲時產生攘夷思想，以劍術修行為名義，到江戶跟各藩的志士交流，歸國後向參政吉田東洋建言攘夷，但遭到排擠。之後結合下士組成「土佐勤王黨」，向上士對抗，並鼓吹攘夷思想。
之後暗殺吉田東洋，掌握藩政實權並進入京都推動「尊王攘夷」，甚至具有朝廷實力。
不過後來尊王攘夷派失勢，被前藩主山內容堂與後藤象二郎鎮壓，進行獄中鬥爭。最後在山內容堂面前承認暗殺吉田東洋、切腹自殺。
武市富（たけち とみ）
演：奥貫薫
半平太之妻。
武市智（たけち とも）
演：菅井金
半平太的祖母。

#### 平井家
平井加尾（ひらい かお）
演：廣末涼子（少女時代：八木優希）
龍馬的青梅竹馬
平井收二郎（ひらい しゅうじろう）
演：宮迫博之（少年時代：笹野貴斗）
加尾之兄。土佐藩鄉士
平井傳八（ひらい でんぱち）
演：黒沼浩己
収二郎・加尾之父。

#### 土佐藩主・山内家
山内容堂（やまうち ようどう）
（山内豐信 → 山内容堂）
演：近藤正臣
第15代土佐藩主。任藩主時代名為山內豐信。引退後改名容堂。
晉用吉田東洋等人士進行藩政改革，由於批判幕府而受到隱居/謹慎命令。但是仍掌握藩政實權。
無論上士或下士，都以「大主公」(大殿様)稱呼之，並且非常怕他。嗜酒成性，登場時幾乎都酒杯不離身。劇中也展現他有多種興趣。
對待下士跟狗貓一樣。在本劇中強調其謀略的一面，首先巧妙地運用武市等人的下士力量，其後在施以嚴刑峻罰。表面上強調山內家在土佐執政乃因為德川家，但也在考量與薩長同盟、大政奉還等事情。
在後藤象二郎與龍馬勸說下，向將軍上呈建白書，建議大政奉還。並屬名「松平容堂」。
山内豐範（やまうち とよのり）
演：染井將太
第16代土佐藩主。

#### 土佐藩上士
山本忠兵衛（やまもと ちゅうべえ）
演：上杉祥三
柏原綱道（かしわばら つなみち）
演：團時朗
柏原唯八（かしわばら ただはち）
演：高島大幹
柏原綱道的兒子。
小塚廣衛（こつか ひろえ）
演：谷川昭一朗
大月主税（おおつき ちから）
演：師師岡
前原惣兵衛（まえばら そうべえ）
演：藤重政孝
橋本助佐（はしもと すけざ）
演：島村勝
大草駒之助（おおくさ こまのすけ）
演：門野翔
西脇勇太郎（にしわき ゆうたろう）
演：内舛聖矢
吉田東洋（よしだ とうよう）
（吉田元吉 → 吉田東洋）
演：田中泯
土佐藩参政。
後藤象二郎（ごとう しょうじろう）
演：青木崇高
幡多郡奉行。吉田東洋的外甥。
跟吉田東洋一樣，都討厭土佐勤王黨人，後來為鎮壓勤王黨的主要人物。一開始討厭龍馬，並也多次命令彌太郎。不過，土佐商會開設後，在長崎與龍馬交流過後，漸漸能夠瞭解龍馬的想法，日後協助推動龍馬船中八策、薩土同盟、大政奉還等事務。
本劇中設定他是一個對彌太郎毫不留情、傲慢且暴亂的人物。
演出本角色的青木崇高，在接受訪問時說，為此角色特別增加10公斤。
柴田備後（しばた びんご）
演：北見敏之
側用人。

#### 武市道場門生・土佐勤王黨員
岡田以藏（おかだ いぞう）
演：佐藤健（少年時代：黒羽洸成）
望月清平（もちづき せいへい）
演：本田大輔（少年時代：松田佳祐）
望月亀彌太之兄。
島村衛吉（しまむら えきち）
演：山崎雄介（少年時代：千濱汰一）
鄉士。半平太的親戚。
河原塚茂太郎（かわらづか もたろう）
演：原田裕章（少年時代：齊藤圭祐）
徒士。
那須信吾（なす しんご）
演：天野義久
鄉士。
山本琢磨（やまもと たくま）
演：橋本一郎
武市冨的表弟。
池田虎之進（いけだ とらのしん）
演：笠原秀幸
池田忠治郎（いけだ ちゅうじろう）
演：菊池有樹哉
虎之進之弟。
黒田吉藏（くろだ きちぞう）
演：坂田直貴
野上清吉（のがみ せいきち）
演：駿河太郎
田山勝太郎（たやま かつたろう）
演：日向丈
竹山小太郎（たけやま こたろう）
演：姜洪軍
宇賀喜久馬（うが きくま）
演：田村健太郎
大石團藏（おおいし だんぞう）
演：高田將司
安岡嘉助（やすおか かすけ）
演：花川仁教

#### 土佐藩下士
溝渕廣之丞（みぞぶち ひろのじょう）
演：皮耶爾瀧
井上正太郎（いのうえ しょうたろう）
演：小久保丈二
井上佐市郎（いのうえ さいちろう）
演：金山一彦
鄉廻。
和助（わすけ）
演：小市慢太郎
獄卒。

#### 其他人
河田小龍（かわだ しょうりょう）
演：中川雅也
画师。
岡本寧浦（おかもと ねいほ）
演：Bengaru（柳原晴郎）
私塾的經営者。
日根野弁治（ひねの べんじ）
演：若松武史
劍術道場的經営者。
源三（げんぞう）
演：上田耕一
高瀬村的農民。
留吉（とめきち）
演：小濱正寛
猪俣村的農民。
阿靜
演：黑石繪里香
久萬川周邊的農民。
阿妙
演：松浦愛弓
阿靜的女兒。
為五郎（ためごろう）
演：高橋晃
鶴吉（つるきち）
演：島綾佑
多賀屋久右衛門（たがや　きゅうえもん）
演：逢坂翔
大谷茂次郎（おおたに もじろう）
演：中平良夫
私塾的經営者。

### 龍馬的同志们

#### 龜山社中、海援隊
近藤長次郎（こんどう ちょうじろう）
（饅頭屋長次郎 → 近藤長次郎）
演：大泉洋
土佐高知城下饅頭屋的兒子。
受到龍馬與彌太郎影響，到江戶留學，並成了勝海舟的弟子，此時也以「近藤長次郎」為名擔任武士，跟龍馬一起當勝的學生。但由於是商人出身，所以一直被稱為是「假武士」，並且非常在意。
擔任龜山社中的會計，但因為節省而受到排擠。最後想要偷渡英國留學失敗，受到長崎奉行所追緝，在小曾根乾堂的宅邸中切腹自殺。
澤村惣之丞（さわむら そうのじょう）
演：要潤
土佐脱藩浪士。
陸奥陽之助（むつ ようのすけ）
演：平岡祐太
紀州脱藩浪士。
池内藏太（いけ くらた）
演：桐谷健太
土佐脱藩浪士。
坂本直（さかもと なお）
演：川岡大次郎
土佐脱藩浪士。龍馬外甥。
千屋寅之助（ちや とらのすけ）
演：是近敦之
小曾根英四郎（こそね えいしろう）
演：杉山彥彥
小曾根乾堂之弟。
中島作太郎（なかじま さくたろう）
演：谷口翔太
土佐脱藩浪士。
新宮馬之助（しんぐう うまのすけ）
演：松村良太
土佐脱藩浪士。

#### 勝塾・海軍操練所的學生
望月龜彌太（もちづき かめやた）
演：音尾琢真（少年時代：谷山毅）
佐藤政養（さとう よのすけ）
演：有薗芳記
勝塾塾頭。
高橋椎乃丞（たかはし しいのじょう）
演：高橋光宏
仙台藩士。勝塾塾生。
竹蔦太郎（たけつた たろう）
演：眼鏡太郎
盛岡藩士。勝塾塾生。
日暮彌衛門（ひぐらし やえもん）
演：日暮玩具
勝塾塾生。
山本勝藏（やまもと かつぞう）
演：山本勸
姫路藩士。勝塾塾生。
川口平九郎（かわぐち へいくろう）
演：川口覺
鳥取藩士。勝塾塾生。
川畑（かわばた）
演：川畑和雄
勝塾塾生。

### 幕府

#### 將軍家
德川家定 (とくがわ いえさだ)
演：小須田康人
江戶幕府13代將軍。
德川家茂（とくがわ いえもち）
演：中村隼人
第14代征夷大將軍。
德川慶喜（とくがわ よしのぶ）
演：田中哲司
將軍後見職。

#### 幕閣
阿部正弘（あべ まさひろ）
演：升毅
首席老中。通稱伊勢守。
井伊直弼（いい なおすけ）
演：松井範雄
大老。通稱為掃部頭。
板倉勝靜（いたくら かつきよ）
演：齊木茂
老中。
松平忠優（まつだいら ただます）
演：山口眞司
老中。
久世廣周（くぜ ひろちか）
演：川渕良和
老中。
松平乘全（まつだいら のりやす）
演：潮哲也
老中。
牧野忠雅（まきの ただまさ）
演：田口主将
老中。
水野忠精（みずの ただきよ）
演：若杉宏二
老中。
堀田正睦（ほった まさよし）
演：吉川健
首席老中。

#### 幕臣
勝海舟（かつ かいしゅう）
（勝麟太郎 → 勝海舟）
演：武田鐵矢
海軍奉行並。軍艦操練所頭取。龍馬和長次郎的老師。
朝比奈昌廣（あさひな まさひろ）
演：石橋凌
長崎奉行。
約翰万次郎（- まんじろう）
演：烏龜松本（松本敦）
本名中濱萬次郎。從美國回來。
小栗忠順（おぐり ただまさ）
演：齊藤洋介
勘定奉行。
岩堀文治郎（いわぼり ぶんじろう）
演：松尾貴史
長崎奉行所的役人。
香山榮左衛門（かやま えいざえもん）
演：内海修宏
浦賀奉行所與力。
中島三郎助（なかじま さぶろうすけ）
演：佐伯新
浦賀奉行所与力。
井戶弘道（いど ひろみち）
演：阪田雅信
浦賀奉行。
堀達之助（ほり たつのすけ）
演：吉田朝
荷蘭語翻譯。
林復齋（はやし だいがくのかみ）
演：永田耕一
應接掛筆頭。
柴田剛中（しばた たけなか）
演：青山伊達美
外国奉行。
井上清直（いのうえ きよなお）
演：堂下勝氣
下田奉行。

#### 京都見廻組
今井信郎（いまい のぶお）
演：市川龜治郎
佐佐木只三郎（ささき たださぶろう）
演：中村達也
渡邊篤（わたなべ あつし）
演：SION

### 朝廷

#### 皇室
孝明天皇（こうめいてんのう ）
演：阿部翔平
第121代天皇。
中川宮尊融親王（なかがわのみや そんゆうしんのう）
演：佐佐木睦
皇族。原來稱為青蓮院宮（しょうれんいんのみや）。

#### 公家
三條實美（さんじょう さねとみ）
演：池内萬作
尊皇攘夷派公卿。
九條尚忠（くじょう ひさただ）
演：大森啓祠朗
關白。
三條西季知（さんじょうにし すえとも）
演：魁三太郎
四條隆謌（しじょう たかうた）
演：吉家章人
東久世通禧（ひがしくぜ みちとみ）
演：影丸茂樹
壬生基修（みぶ もとなが）
演：兒玉貴志
錦小路賴徳（にしきこうじ よりのり）
演：前田一世
澤宣嘉（さわ のぶよし）
演：植村惠
鷹司輔熙（たかつかさ すけひろ）
演：井上高志
関白。
關白
演：河本忠雄

### 諸藩

#### 長州藩
吉田松陰（よしだ しょういん）
演：生瀬勝久
長州藩士。小五郎的老師。
桂小五郎（かつら こごろう）
演：谷原章介
長州藩士。松陰的弟子。
因為劍術修行跟龍馬在江戶品川的食堂認識，啟蒙龍馬外國威脅的人物，並且跟龍馬原本打算一起上黑船偵察。
之後跟久坂都是長州攘夷派的領袖。
由於龍馬與中岡慎太郎的影響，跟原本敵對的薩摩國聯手，但第一次西鄉吉之助欲見面時爽約，對薩摩非常不信任。
長州征伐後主張武力倒幕，與龍馬大政奉還路線不一。
維新政府成立後，是政府的重點人物。
高杉晉作（たかすぎ しんさく）
演：伊勢谷友介
從桂小五郎那邊聽說龍馬的事蹟，與龍馬在長崎引田屋內第一次見面。由於龍馬牽成薩長同盟，並且找到長州軍備來源，認為龍馬是「長州的恩人」，並且非常信賴他。
龍馬手上的手槍就是高杉贈送的。
長州征伐後因肺結核死亡。
金子重之輔（かねこ しげのすけ）
演：尾關伸嗣
長州藩士。松陰的弟子。
久坂玄瑞（くさか げんずい）
演：矢部享祐
伊藤俊輔（いとう しゅんすけ）
演：尾上寛之
井上聞多（いのうえ もんた）
演：加藤虎之介
佐佐木男也（ささき おとや）
演：佐藤滋
吉田稔麿（よしだ としまろ）
演：松本実
來島又兵衛（きじま またべえ）
演：角田信朗
三吉慎藏（みよし しんぞう）
演：筧利夫

#### 薩摩藩
西鄉隆盛（さいごう たかもり）
演：高橋克實
又名西鄉吉之助。薩摩下士、軍賦役。
由於勝海舟的關係認識龍馬，其後受勝之託接收海軍學校的浪人。於長崎勉強接受龍馬建議，跟長州同盟，並提供長州軍需物資。
幕府對長州征伐戰役時，薩摩並未支持長州。戰後跟長州一起為武力倒幕派。
本劇中雖然認同龍馬理念，但行動上比較保守、消極。原因之一是，薩摩原本是支持幕府的藩國，且在京都蛤御門之戰痛擊長州軍，跟長州是仇敵關係。
小松帶刀（こまつ たてわき）
演：滝藤賢一
家老。
島津久光（しまづ ひさみつ）
演：有福正志
薩摩藩「國父｣。
樺山三圓（かばやま さんえん）
演：山崎画大
高崎正風（たかさき まさかぜ）
演：脇知弘
吉井幸輔（よしい こうすけ）
演：及川いぞう
大久保利通（おおくぼ としみち）
演：及川光博

#### 越前藩
松平春嶽（まつだいら しゅんがく）
演：夏八木勲
横井小楠（よこい しょうなん）
演：山崎一

#### 會津藩・新選組
近藤勇（こんどう いさみ）
演：原田泰造
新選組局長。
土方歲三（ひじかた としぞう）
演：松田悟志
新選組副長。
沖田總司（おきた そうじ）
演：栩原樂人
新選組一番組組長。
松平容保（まつだいら かたもり）
演：長谷川朝晴
京都守護職。

#### 其他諸侯
伊達宗城（だて むねなり）
演：陰山泰
宇和島藩主。
三宅康保（みやけ やすよし）
演：田中智也
三河国田原藩主。

#### 其他武士
中岡慎太郎（なかおか しんたろう）
演：上川隆也
土佐脱藩浪士。
遠山清三郎（とおやま せいさぶろう）
演：坂西良太
讚岐多度津番所的吟味役。
住谷寅之助（すみや とらのすけ）
演：松原正隆
水戶藩士。
真木和泉（まき いずみ）
演：利重剛
久留米藩士。
宮部鼎藏（みやべ ていぞう）
演：小西博之
熊本藩士。
本間精一郎（ほんま せいいちろう）
演：峯村淳二
越後浪人。

### 其他人

#### 江戶的人
千葉佐那（ちば さな）
演：貫地谷栞
定吉的女兒。
小時候就擅長劍術，外號「江戶的鬼小町」。哥哥重太郎稱她是「千葉定吉的作品」(因為她還不會走路時，父親就讓他拿木劍)。
最初以劍術強力壓倒龍馬，但暗戀龍馬。龍馬離開江戶前往大阪參加海軍學校時，也感謝佐那讓他成長不少。
一生都並未嫁人，並奉獻給劍道。
明治時代，千葉道場結束，開設針灸館。並跟彌太郎一起受到坂崎的訪問。
千葉定吉（ちば さだきち）
演：里見浩太朗
千葉道場當主。
千葉重太郎（ちば じゅうたろう）
演：渡邊一惠
定吉的長男，佐那的哥哥。
志乃（しの）
演：及川奈央
妓女。
黒田吉藏（くろだ　よしぞう）
演：坂田直貴
田山勝太郎（たやま　かつたろう）
演：日向丈
野上清吉（のがみ　せいきち）
演：駿河太郎

#### 京都的人
阿龍（おりょう）
演：真木陽子
父親是京都的醫生，因為志士而死，她一肩挑起家裡弟妹的生計。
原本是京都「扇屋」的女侍，後來經龍馬介紹，到「寺田屋」工作。原本很討厭志士，但最後愛上龍馬。並且在寺田屋事件中通報龍馬。
日後與龍馬結婚，並到薩摩養傷、登山。該山是薩摩的聖山，禁止女性攀登，但阿龍仍女扮男裝攀登。
龍馬結成海援隊、為大政奉還奔走時，她幾乎都不在龍馬身邊。
阿貞（さだ）
演：大西多摩恵
阿龍之母。
楢崎光枝（ならさき みつえ）
演：前田希美
阿龍之妹。
楢崎君江（ならさき きみえ）
演：宮本侑芽
阿龍之妹。
楢崎太一郎（ならさき たいちろう）
演：田中冴樹
阿龍之弟。
楢崎次郎（ならさき じろう）
演：小林海人
阿龍之弟。
登勢（とせ）
演：草刈民代
伏見船宿「寺田屋」的女老闆。和龍馬之母・阿幸很像。
阿夏
演：臼田麻美
飯屋的店員。以藏的愛人。
竹藏（たけぞう）
演：諏訪太朗
京都宿屋「扇岩」的老闆。
靜
演：宮地雅子
竹藏之妻。
大津屋（おおつや）
演：並樹史朗
万屋。
阿末
演：關悅子
在三條家工作的女性。
志乃（しの）
演：森口彩乃
三條家的女僕。

#### 大坂的人
近藤德（とく）
演：酒井若菜
大坂石灰問屋・大和屋彌七的女兒。
近藤百太郎（こんどう ひゃくたろう）
演：岩部碧月
長次郎和阿徳的兒子。
堀文治郎（ほり ぶんじろう）
演：須加尾由二
浪人。
田之上喜一（たのうえ きいち）
演：瀬戶口剛
浪人。

#### 長崎的人
阿元（おもと）
演：蒼井優
丸山的料亭・引田屋的藝妓。
原本是貧窮漁村的女兒，被賣到引田屋。
除藝妓身份以外，還私下擔任長崎奉行所的探子，監視與通報各藩志士的行動。
信奉當時被禁絕的天主教，且被龍馬發現。原本對龍馬「建立一個每個人都在微笑的世界」嗤之以鼻，但後來卻愛上龍馬。
最後遭到通緝，被送往英國。
小曾根乾堂（こぞね けんどう）
演：本田博太郎
富商。
大浦慶（おおうら けい）
演：余貴美子
富商。
阿種
演：福永マリカ
引田屋的藝妓。
岩瀨幸右衛門（いわせ こうえもん）
演：福田信昭
商人。
枡屋虎吉（ますや とらきち）
演：酒向芳
商人。
上野彦馬（うえの ひこま）
演：テリー伊藤
蘭學者，擅長攝影。拍攝海援隊、近藤長次郎與龍馬的相片。

#### 美国
馬修·培理
演：提摩西·哈里斯（Timothy Harris）
美国・東印度艦隊提督。
約翰·康蒂（John Conti）
演：Jimbo
東印度艦隊副官。
安東·L·C·波特曼（Anton L. C. Portman）
演：丹尼斯·桑莫豪斯（Dennis Zomerhuis）
美國外交官
陶森·哈里斯（Townsend Harris）
演：藍迪·布因斯（Randy Buinz）
在日總領事。
亨利·康拉德·約翰尼斯·休斯肯（Henry Conrad Joannes）
演：丹尼爾·范·沃恩（Daniel Van Vaughan）
羅伯特·休森·普魯因（Robert Hewson Pruyn）
演：伊安·摩爾（Ian Moore）
在日公使。

#### 英國
尼爾
演：Makan
英國代理公使。
湯瑪斯·布萊克·葛洛佛（Thomas Blake Glover）
演：提姆·威拉德（Tim Willard）
長崎的英國貿易商，販售各藩物資與軍需品，亦販售龍馬與龜山社中步槍和船隻，作為薩長同盟的交換品。明治政府以後仍繼續留在日本，且為與岩崎彌太郎有商業往來。
薩道義（Ernest Mason Satow）
演：派屈克·哈蘭（Patrick Halan）
口譯員。

#### 其他
Michel Roches
演：彼得·法蘭克（Péter Frankl）
法國公使。

#### 明治15年（1882年）的人
坂崎紫瀾（さかざき しらん）
演：濱田学
土陽新聞的記者。
近藤廉平（こんどう れんぺい）
演：兒嶋一哉

## 工作人員
- 劇本：福田靖
- 音樂：佐藤直紀
- 主題音樂演奏：NHK交響樂團
- 主題音樂指揮：廣上淳一
- 主題曲：莉薩·傑勒德
- 演奏：FACE MUSIC
- 題字：紫舟
- 時代考証：大石學、山村龍也
- 建築考証：平井聖
- 衣裳考証：小林清子
- 資料提供：高知縣立坂本龍馬資料館、工藤航平、佐藤宏之、神戶市立博物館
- 英語、法語監修：Birmingham Brains Trust
- 殺陣武術指導：林邦史朗
- 所作指導：西川箕乃助
- 人物設計監修：柘植伊佐夫、松下和惠
- 土佐腔指導：岡林桂子、馬場雅夫
- 長州腔指導：一岡裕人
- 繪畫指導：劉瑛果
- 相撲指導：室伏涉、大至
- 料理指導：柳原尚之
- 茶道指導：小澤宗誠
- 邦樂、月琴指導：本條秀太郎
- 麻將指導：名木宏之
- 珠算指導：太田敏幸
- 海事指導：堤明夫
- 麻繩製作指導：大森由久
- 禮儀指導：西出博子
- 攝影協力：岩手縣遠野市、奧州市、廣島縣福山市、身延山久遠寺
- 標題飛行攝影：矢野健夫
- 敘事：香川照之
- 制作統籌：鈴木圭、岩谷可奈子
- 製作人：土屋勝裕
- 導演：大友啓史、真鍋斎、渡辺一貴、梶原登城
- 旁白：香川照之 、守本奈實（龍馬傳紀行）
- 吉他演奏：いちむじん（SEASON1）
- 鋼琴演奏：清冢信也（SEASON2）
- 大提琴演奏：遠藤真理 （SEASON3）
- 聲樂：Yucca（FINAL SEASON）

## 放映紀錄
第1回為75分鐘加長版。
| SEASON1 RYOMA THE DREAMER                                | SEASON1 RYOMA THE DREAMER | SEASON1 RYOMA THE DREAMER | SEASON1 RYOMA THE DREAMER | SEASON1 RYOMA THE DREAMER | SEASON1 RYOMA THE DREAMER                      | SEASON1 RYOMA THE DREAMER |
| 放送回                                                   | 放送日                    | 題(日)                    | 題(中)                    | 導演                      | 龍馬傳紀行                                     | 收視率                    |
| -------------------------------------------------------- | ------------------------- | ------------------------- | ------------------------- | ------------------------- | ---------------------------------------------- | ------------------------- |
| 第1回                                                    | 1月3日                    | 上士と下士                | 上士與下士                | 大友啓史                  | 坂本龍馬因緣之地（高知縣高知市）               | 23.2%                     |
| 第2回                                                    | 1月10日                   |                           | 大器晚成？                | 大友啓史                  | 坂本龍馬因緣之地（高知縣高知市）               | 21.0%                     |
| 第3回                                                    | 1月17日                   |                           | 偽通行證之旅              | 真鍋齋                    | 岩崎彌太郎因緣之地（高知縣安藝市）             | 22.6%                     |
| 第4回                                                    | 1月24日                   |                           | 江戶的鬼小町              | 大友啟史                  | 坂本龍馬因緣之地（東京都千代田區神田東松下町） | 23.4%                     |
| 第5回                                                    | 1月31日                   |                           | 黑船與劍                  | 真鍋齋                    | 坂本龍馬因緣之地（東京都品川區東大井）         | 24.4%                     |
| 第6回                                                    | 2月7日                    |                           | 松陰在哪裡？              | 真鍋齋                    | 吉田松陰因緣之地（靜岡縣下田市）               | 21.2%                     |
| 第7回                                                    | 2月14日                   |                           | 遙遠的紐約                | 渡邊一貴                  | 河田小龍因緣之地（高知縣高知市）               | 20.2%                     |
| 第8回                                                    | 2月21日                   |                           | 彌太郎的眼淚              | 渡邊一貴                  | 岩崎彌太郎因緣之地（高知縣安藝市）             | 22.3%                     |
| 第9回                                                    | 2月28日                   |                           | 生命的價值                | 大友啟史                  | 山本琢磨因緣之地（東京都千代田區）             | 21.0%                     |
| 第10回                                                   | 3月7日                    |                           | 被拆散的愛                | 真鍋齋                    | 平井加尾因緣之地（高知縣高知市）               | 20.4%                     |
| 第11回                                                   | 3月14日                   |                           | 土佐沸騰                  | 渡邊一貴                  | 吉田東洋因緣之地（高知縣高知市）               | 21.4%                     |
| 第12回                                                   | 3月21日                   |                           | 暗殺指令                  | 渡邊一貴                  | 久坂玄瑞因緣之地（山口縣萩市）                 | 17.7%                     |
| 第13回                                                   | 3月28日                   |                           | 再見了，土佐              | 大友啓史                  | 坂本龍馬因緣之地（高知縣高知市）               | 18.8%                     |
| SEASON2 RYOMA THE ADVENTURER                             |                           |                           |                           |                           |                                                |                           |
| 放送回                                                   | 放送日                    | 題(日)                    | 題(中)                    | 導演                      | 龍馬傳紀行                                     | 收視率                    |
| 第14回                                                   | 4月4日                    |                           | 逃犯龍馬                  | 渡邊一貴                  | 武市半平太因緣之地（高知縣高知市）             | 18.5%                     |
| 第15回                                                   | 4月11日                   |                           | 兩人的京都                | 大友啓史                  | 武市半平太因緣之地（京都府京都市）             | 18.4%                     |
| 第16回                                                   | 4月18日                   |                           | 勝麟太郎                  | 大友啓史                  | 勝麟太郎因緣之地（東京都墨田區）               | 21.9%                     |
| 第17回                                                   | 4月25日                   |                           | “怪物”容堂                | 梶原登城                  | 中濱萬次郎因緣之地（高知縣土佐清水市）         | 21.8%                     |
| 第18回                                                   | 5月2日                    |                           | 創立海軍！                | 渡邊一貴                  | 坂本龍馬因緣之地（大阪府大阪市）               | 18.4%                     |
| 第19回                                                   | 5月9日                    |                           | 攘夷必行                  | 梶原登城                  | 下關戰争因緣之地（山口縣下關市）               | 19.0%                     |
| 第20回                                                   | 5月16日                   |                           | 收二郎的悔恨              | 大友啓史                  | 松平春嶽因緣之地（福井縣福井市）               | 20.4%                     |
| 第21回                                                   | 5月23日                   |                           | 故鄉的朋友啊              | 渡邊一貴                  | 山内容堂因緣之地（高知縣高知市）               | 20.0%                     |
| 第22回                                                   | 5月30日                   |                           | 名為龍的女人              | 大友啓史                  | 楢崎龍因緣之地（京都府京都市）                 | 19.5%                     |
| 第23回                                                   | 6月6日                    |                           | 奔向池田屋                | 真鍋齋                    | 勝海舟因緣之地（兵庫縣神戶市）                 | 19.2%                     |
| 第24回                                                   | 6月13日                   |                           | 愛之螢                    | 梶原登城                  | 新選組因緣之地（京都府京都市）                 | 20.1%                     |
| 第25回                                                   | 6月20日                   |                           | 寺田屋之母                | 渡邊一貴                  | 蛤御門之變因緣之地（京都府京都市）             | 20.3%                     |
| 第26回                                                   | 6月27日                   |                           | 西鄉吉之助                | 渡邊一貴                  | 岡田以藏因緣之地（高知縣高知市）               | 17.9%                     |
| 第27回                                                   | 7月4日                    |                           | 龍馬的大騙局              | 大友啓史                  | 田中光顯因緣之地（東京都多摩市）               | 17.3%                     |
| 第28回                                                   | 7月11日                   |                           | 武市的夢想                | 大友啓史                  | 武市半平太因緣之地（高知縣高知市）             | 17.0%                     |
| SEASON3 RYOMA THE NAVIGATOR                              |                           |                           |                           |                           |                                                |                           |
| 放送回                                                   | 放送日                    | 題(日)                    | 題(中)                    | 導演                      | 龍馬傳紀行                                     | 收視率                    |
| 第29回                                                   | 7月18日                   |                           | 新天地、長崎              | 大友啓史                  | 阿元因緣之地（長崎縣長崎市）                   | 15.8%                     |
| 第30回                                                   | 7月25日                   |                           | 龍馬的秘策                | 渡邊一貴                  | Glover因緣之地（長崎縣長崎市）                 | 17.9%                     |
| 第31回                                                   | 8月1日                    |                           | 西鄉還沒來嗎？            | 福岡利武                  | 龜山社中因緣之地（長崎縣長崎市）               | 16.0%                     |
| 第32回                                                   | 8月8日                    |                           | 被盯上的龍馬              | 梶原登城                  | 中岡慎太郎因緣之地（高知縣室戶市）             | 16.7%                     |
| 第33回                                                   | 08月15日                  |                           | 龜山社中的重大工作        | 大友啓史                  | 大浦慶因緣之地（佐賀縣嬉野市）                 | 13.7%                     |
| 第34回                                                   | 08月22日                  |                           | 武士、長次郎              | 真鍋齋                    | 近藤長次郎因緣之地（長崎縣長崎市）             | 16.3%                     |
| 第35回                                                   | 08月29日                  |                           | 薩長同盟                  | 渡邊一貴                  | 薩長同盟因緣之地（京都府京都市）               | 15.4%                     |
| 第36回                                                   | 09月5日                   |                           | 寺田屋騒動                | 大友啓史                  | 寺田屋騒動因緣之地（京都府京都市）             | 16.8%                     |
| 第37回                                                   | 09月12日                  |                           | 龍馬之妻                  | 梶原登城                  | 高杉晉作因緣之地（山口縣萩市）                 | 17.6%                     |
| 第38回                                                   | 09月19日                  |                           | 霧島的誓言                | 渡邊一貴                  | 坂本龍馬與阿龍因緣之地（鹿兒島縣鹿兒島市）     | 15.8%                     |
| FINAL SEASON RYOMA THE HOPE                              |                           |                           |                           |                           |                                                |                           |
| 第39回                                                   | 09月26日                  |                           | 馬關的奇蹟                | 大友啓史                  | 奇兵隊因緣之地（福岡縣北九州市）               | 13.7%                     |
| 第40回                                                   | 10月3日                   |                           | 清風亭的對決              | 松園武大 渡邊一貴         | 坂本龍馬因緣之地（長崎縣長崎市）               | 14.3%                     |
| 第41回                                                   | 10月10日                  |                           | 永別了高杉晉作            | 大友啓史                  | 高杉晉作因緣之地（山口縣下關市）               | 16.3%                     |
| 第42回                                                   | 10月17日                  |                           | 伊呂波丸事件              | 梶原登城                  | 海援隊因緣之地（廣島縣福山市）                 | 16.1%                     |
| 第43回                                                   | 10月24日                  |                           | 船中八策                  | 渡邊一貴                  | 坂本龍馬因緣之地（京都府京都市）               | 18.0%                     |
| 第44回                                                   | 10月31日                  |                           | 雨中的逃亡者              | 福岡利武                  | 隱藏天主教因緣之地（長崎縣長崎市）             | 16.2%                     |
| 第45回                                                   | 11月7日                   |                           | 龍馬的假期                | 西村武五郎                | 阿龍因緣之地（神奈川縣横須賀市）               | 15.3%                     |
| 第46回                                                   | 11月14日                  |                           | 土佐的大對決              | 梶原登城                  | 坂本龍馬因緣之地（高知縣高知市）               | 15.7%                     |
| 第47回                                                   | 11月21日                  |                           | 大政奉還                  | 渡邊一貴                  | 大政奉還因緣之地（京都府京都市）               | 17.6%                     |
| 最終回                                                   | 11月28日                  |                           | 龍之魂                    | 大友啓史                  | 坂本龍馬因緣之地（京都府京都市）               | 21.3%                     |
| 平均視聴率18.62%（收視率為關東地區Video Research社調查） |                           |                           |                           |                           |                                                |                           |

### 總集版
| 放送回 | 放送日   | 放送時間      | 收視率 |
| ------ | -------- | ------------- | ------ |
| 第1部  | 12月29日 | 21:00 - 21:59 | 5.2%   |
| 第2部  | 12月29日 | 22:00 - 22:59 | 4.3%   |
| 第3部  | 12月30日 | 21:00 - 21:59 | 6.1%   |
| 第4部  | 12月30日 | 22:00 - 22:59 | 5.8%   |

- 指南人：青木崇高（第1部・第2部）、香川照之（第3部・第4部）

## 本劇花絮
- 坂本龍馬並非原名，他在土佐原名「直柔」。龍馬是他自己取的名字。

- 龍馬與彌太郎實際上是在長崎認識的，並非是童年玩伴。傳說兩人感情不佳，但依據彌太郎的日記所述可能並非如此，他曾記載自己跟龍馬多次喝酒，且彌太郎要離開海援隊時，龍馬也送他很多禮物。劇中「競爭者」的設定並非真實。

- 日本一般認為武市半平太之死，是因為岡田以藏在獄中受不了拷打，指證武市謀殺吉田東洋。但本劇演出武市向山內容堂自供，並要求讓他跟岡田以藏解脫的情節。容堂也在獄中稱武市是「我的家臣」。

- 薩摩在本劇中對龍馬較不友善。以91年大河劇《宛如飛翔》對比，薩摩一直都是庇護浪人龍馬的地方，西鄉吉之助與大久保一藏也都很尊重龍馬。在《龍馬傳》裡面西鄉態度一直都不明確，而大久保更對龍馬保持敵意。

- 本劇中坂崎紫瀾與其報紙連載《汗血千里駒》均有其事。但劇中僅訪談岩崎彌太郎，似乎不太合理。當時阿龍、陸奧陽之助等關係人均尚在人世。

- 日本東京千住，的確有千葉灸治院，是千葉佐那子於明治年間開設的。二戰後有搬移。

- 演岩崎彌太郎之父的蟹江敬三在演出時曾表示，「想演個沒用的老爸」，但其實真正描述其無能的樣子，只有開頭2回，之後就轉型成保護孩子的父親。還有，在彌太郎生氣時，他放個屁又回去睡覺的樣子，根據蟹江的說法：「這是現實生活的寫照。」這個放屁場景，在第30回又有出現。

- 香川照之與堂弟市川龜治郎(現名市川猿之助)合演。香川照之自幼並未與父親市川猿翁一起生活，此劇之前與市川龜治郎有所聯繫，本劇以後，開始與父親互動，次年成為歌舞伎，46歲的新參者，兒子香川政明也成為歌舞伎"市川團子"。香川照之與父親之間的故事，之後NHK有製作成一集特別節目「父與子」，旁白就是福山雅治。另外，市川猿之助的公演，也找了福山雅治擔任攝影師。以及，福山雅治後來在NHK紅白歌合戰演出（透過連線現場演唱會），香川照之與市川猿之助都以歌舞伎登場，並且騰空飛出。

## 相關出版品

### DVD・Blu-ray
SEASON1
- NHK大河劇 龍馬傳 完整版 DVD BOX1（2010年9月22日發行）
- NHK大河劇 龍馬傳 完整版 Blu-ray BOX1（2010年9月22日發行）

SEASON2
- NHK大河劇 龍馬傳 完整版 DVD BOX2（2010年11月26日發行）
- NHK大河劇 龍馬傳 完整版 Blu-ray BOX2（2010年11月26日發行）

SEASON3
- NHK大河劇 龍馬傳 完整版 DVD BOX3（2011年1月28日發行）
- NHK大河劇 龍馬傳 完整版 Blu-ray BOX3（2011年1月28日發行）

FINAL SEASON
- NHK大河劇 龍馬傳 完整版 DVD BOX4（2011年3月25日發行）
- NHK大河劇 龍馬傳 完整版 Blu-ray BOX4（2011年3月25日發行）

總集版
- NHK大河劇 龍馬傳 總集版 DVD BOX（2011年4月22日發行）
- NHK大河劇 龍馬傳 總集版 Blu-ray BOX（2011年4月22日發行）

### 原聲帶
- NHK大河劇「龍馬傳」Original Soundtrack 1（2010年1月27日發行）
- NHK大河劇「龍馬傳」Original Soundtrack 2（2010年5月26日發行）
- NHK大河劇「龍馬傳」Original Soundtrack 3（2010年9月8日發行）
- 龍心（2010年3月3日發行 いちむじん）

### 書籍
官方書籍
- 龍馬傳 前篇（NHK大河劇故事） ISBN 978-4-14-923353-6（2009年12月19日發行）
- 龍馬傳 後篇（NHK大河劇故事） ISBN 978-4-14-923354-3（2010年6月30日發行）
- 龍馬傳 完結篇（NHK大河劇故事） ISBN 978-4-14-923355-0（2010年10月22日發行）
- NHK大河劇 歷史手冊 龍馬傳 ISBN 978-4-14-910730-1（2009年12月19日發行）

小說
- 龍馬傳 I SEASON1 RYOMA THE DREAMER ISBN 978-4-14-005572-4（2009年11月28日發行 青木邦子）
- 龍馬傳 II SEASON2 RYOMA THE ADVENTURER ISBN 978-4-14-005573-1（2010年3月25日發行 青木邦子）
- 龍馬傳 III SEASON3 RYOMA THE NAVIGATOR ISBN 978-4-14-005574-8（2010年7月17日發行 青木邦子）
- 龍馬傳 IV FINAL SEASON RYOMA THE HOPE ISBN 978-4-14-005575-5（2010年10月9日發行 青木邦子）

寫真集
- 福山雅治 坂本龍馬寫真集 ISBN 978-4-06-216230-2（2010年7月1日發行 講談社版）
- 阿龍 真木よう子寫真集 ISBN 978-4-14-081435-2（2010年9月22日發行 日本廣播出版協會版）
- 二〇一〇年 福山雅治和坂本龍馬的旅遊 ISBN 978-4-06-216734-5（2010年12月9日發行）

漫畫和其他書籍
- 龍馬設計。 ISBN 978-4-344-01906-5（2010年11月發行）
- 龍馬傳 漫畫版 第一卷 ISBN 978-4-7767-2881-8（2010年1月25日發行 京果裡保）
- 龍馬傳 漫畫版 第二卷 ISBN 978-4-7767-2919-8（2010年4月19日發行 京果裡保）

### 其他相關出版品
- 龍馬傳 龍馬的木札（NEP NHKエンタープライズ）
- 龍馬傳吉祥物「龍馬童夢」相關信息 毛絨玩具或毛巾（NEP NHKエンタープライズ）

## 外部連結
- 2010年 NHK大河劇特别展覽「龍馬傳」
  - 江戶東京博物館 2010年 NHK大河劇特别展覽「龍馬傳」 （页面存档备份，存于）
  - 京都文化博物館 2010年 NHK大河劇特别展覽「龍馬傳」
  - 高知縣立歴史民俗資料館 2010年 NHK大河劇特别展覽「龍馬傳」
  - 長崎歴史文化博物館 2010年 NHK大河劇特别展覽「龍馬傳」實錄坂本龍馬展覽 （页面存档备份，存于）
- 緯來日本台龍馬傳官方網站 （页面存档备份，存于）
- 日本國立國會圖書館 現代數字圖書館「汗血千里駒」坂崎紫瀾（日文）

## 節目的變遷
| NHK综合频道 周日晚间八点                       | NHK综合频道 周日晚间八点                       | NHK综合频道 周日晚间八点 |
| ---------------------------------------------- | ---------------------------------------------- | ------------------------ |
|                                                | 龍馬傳 （2010.1.3 - 2010.11.28）               |                          |
| 「坂上之雲」第一部 （2009.11.29 - 2009.12.27） | 「坂上之雲」第二部 （2010.12.05 - 2010.12.26） |                          |

| 臺灣 緯來日本台 週一至週五 22:00至23:00 | 臺灣 緯來日本台 週一至週五 22:00至23:00 | 臺灣 緯來日本台 週一至週五 22:00至23:00 |
| --------------------------------------- | --------------------------------------- | --------------------------------------- |
|                                         | 龍馬傳 （2010.11.15 - 2011.1.19）       |                                         |
| 旅館之嫁 （2010.9.1 - 2010.11.12）      | 黃金豬女王 （2011.1.20 - ）             |                                         |

| 香港 有線娛樂台 星期一至五 23:00-00:00  | 香港 有線娛樂台 星期一至五 23:00-00:00     | 香港 有線娛樂台 星期一至五 23:00-00:00 |
| --------------------------------------- | ------------------------------------------ | -------------------------------------- |
|                                         | 龍馬傳 （2011年5月9日 - 2011年7月8日）     |                                        |
| 濟眾院 （2011年3月14日 - 2011年5月6日） | 國色天香 （2011年7月11日 - 2011年8月23日） |                                        |